# Lido Beach
Lido Beach to census-designated place w hrabstwie Nassau w stanie Nowy Jork w USA.

## Położenie
Lido Beach leży na wyspie Long Island, pomiędzy Long Beach i Point Lookout.

## Historia
William Reynolds chciał stworzyć ośrodek turystyczny w Long Beach. W 1929 roku, gdy Reynolds przegrał wybory na burmistrza Long Beach, zainteresowała go prywatna dzielnica leżąca na wschód od miasta. Postanowił założyć tam hotel w stylu mauretańskim o nazwie Lido Beach Hotel. Słowo "Lido" pochodzi od jednej z plaż w Wenecji. Przypuszczał, że hotel będzie początkiem tworzenia się nowej społeczności, lecz bessa na giełdzie spowodowała, że zaprzestał inwestycji na prawie dziesięć lat. Następną duża inwestycją była budowa Lido Beach Nike Base w 1955 roku.

## Demografia
Według spisu statystycznego z 2000 roku, mieszka tu 2,825 osób. Średni dochód na gospodarstwo wynosi 86,769 dolarów. 96,11% społeczności to ludzie rasy białej, 1,59% to Azjaci, 0,57% - Afroamerykanie, 0,78% przedstawiciele innych ras, a 0,96% to ludzie z dwóch lub więcej ras.